# Matriz mesangial
Em histologia, a matriz mesangial é uma substância formada por diversas proteínas, localizadas no espaço extracelular e produzida pelas células mesangiais.

## Composição
Os pricipais constituintes da matriz mesangial são:
- Colágeno
- Fibrilina
- Fibronectina
- Proteoglicanos